# Ndjolé flygplats
Ndjolé flygplats var en flygplats vid orten Ndjolé i Gabon, som stängdes 2016. Den låg i provinsen Moyen-Ogooué, i den centrala delen av landet, 160 km öster om huvudstaden Libreville. Ndjolé flygplats låg 50 meter över havet. IATA-koden var KDJ och ICAO-koden FOGJ.